# Makaha
Makaha és una concentració de població designada pel cens dels Estats Units a l'estat de Hawaii. Segons el cens del 2000 tenia 7.753 habitants.

## Demografia
Segons el cens del 2000, Makaha tenia 7.753 habitants, 2.388 habitatges, i 1.722 famílies La densitat de població era de 1283,67 habitants per km².
Dels 2.388 habitatges en un 37,8% hi vivien nens de menys de 18 anys, en un 44,9% hi vivien parelles casades, en un 19,6% dones solteres, i en un 27,9% no eren unitats familiars. En el 20,8% dels habitatges hi vivien persones soles el 5,3% de les quals corresponia a persones de 65 anys o més que vivien soles. El nombre mitjà de persones vivint en cada habitatge era de 3,20 i el nombre mitjà de persones que vivien en cada família era de 3,70.
Per edats la població es repartia de la següent manera: un 31,7% tenia menys de 18 anys, un 11,3% entre 18 i 24, un 26,2% entre 25 i 44, un 20,5% de 45 a 64 i un 10,3% 65 anys o més.
L'edat mediana era de 30,2 anys. Per cada 100 dones hi havia 98,9 homes. Per cada 100 dones de 18 o més anys hi havia 95,1 homes.
La renda mediana per habitatge era de 35.674 $ i la renda mediana per família de 36.563 $. Els homes tenien una renda mediana de 34.081 $ mentre que les dones 24.606 $. La renda per capita de la població era de 14.267 $. Aproximadament el 22,3% de les famílies i el 23,9% de la població estaven per davall del llindar de pobresa.

## Poblacions més properes
El següent diagrama mostra les poblacions més properes.